# Karl Schnabl
Karl Schnabl (8 marzo 1954) è un ex saltatore con gli sci austriaco.

## Biografia
Nel 1975 ha vinto la medaglia di bronzo ai Mondiali di volo di Taupliz.
L'anno successivo ha vinto due medaglie ai Giochi olimpici invernali a Innsbruck 1976: la medaglia d'oro nel trampolino lungo e quella di bronzo nel trampolino normale. Queste gare erano valide anche a fini iridati.

## Palmarès

### Olimpiadi
- 2 medaglie, valide anche ai fini iridati:
  - 1 oro (trampolino lungo a Innsbruck 1976)
  - 1 bronzo (trampolino normale a Innsbruck 1976)

### Mondiali di volo
- 1 medaglia:
  - 1 argento (a Taupliz 1975)

### Torneo dei quattro trampolini
- 6 podi di tappa:
  - 3 vittorie
  - 3 secondi posti